# Vládimir Chainski
Vladimir Yakovlevich Chainski (en ruso Владимир Яковлевич Шаинский) (Kiev, 12 de diciembre de 1925 – San Diego, 25 de diciembre de 2017) fue un compositor ruso. Fue galardonado con el reconocimiento de Artista del Pueblo de la RSFSR (1986).

## Biografía
Chainski nació en el seno de una familia judía. Primero estudió violín en la escuela musical de Kiev. Sus estudios se vieron interrumpidos en 1941 con la Segunda Guerra Mundial, cuando su familia fue evacuada a Tashkent en Uzbekistán. Continuó su educación musical en el Conservatorio de Tashkent, hasta que fue alistado en el ejército rojo. Una vez acabada la guerra, entró en el Conservatorio de Moscú, donde se graduó en violín. En la década de los 50, Chainski tocó en la orquesta de Leonid Utiósov, dio clases y trabajó como director en orquesta de baile. Poco después, estudió composición en el Conservatorio de Bakú. Sus primeras obras fueron para cuartetos de cuerda en 1963 mientras estudiaba en el conservatorio de Baku y una sinfonía escrita en 1965.
Durante su carrera como compositor, Chainski escribió una gran número de trabajaos para niños. Creó música y canciones para dibujos animados como Cheburashka, Katerok, Mamontenok y Kroshka Enot; para películas y para musicales. Chainski escribió también muchas canciones en lengua Yiddish. Chainski fue condecorado con numerosos premios en su país, como el Premio Estatal de la Unión Soviética (1981), el de Artista del Pueblo de la RSFSR (1986) el título de la República Socialista Federativa Soviética de Rusia (1986), la Orden de la Amistad (1996). Fue ganador en múltiples ocasiones en el festival de la Canción del año y fue miembro del partido Rusia Unida.
Shainskay se casó en tres ocasiones: con la compositora Asia Sultanova, con Natalya Vasilievna Shainskaya, con el que tuvo un hijo, y con Svetlana Vladimirovna Shainskaya, con el que tuvo dos hijos más.
A Chainski se le detectó un cáncer de estómago y se le sometió a diferentes operaciones. Murió a los 92 años en el Hospital de San Diego en California.